# 吉田真希子 (タレント)
吉田 真希子（よしだ まきこ、1969年11月2日 - ）は、日本のタレント、料理研究家、女優。
東京都出身。コントロールプロダクション所属。

## 来歴・人物
渋谷区立松濤中学校卒業で、俳優の東幹久とはクラスメイトでもあった。日本大学第二高等学校、日本大学卒業。
1991年、カネボウのシャンプー『サラ』のCMでデビュー。
デビュー当時は実妹の吉田真由子（当時の芸名は吉田真由）と同じホリ・エージェンシー所属だったが、1990年代後半に移籍している。
1993年に吉田真由子とフジテレビジョンで放送されたサッカーをテーマにした深夜番組『デタカルチョ』のパーソナリティを務める。15年後の2008年、東海テレビ製作フジテレビ系の昼ドラ「花衣夢衣」で、再び姉妹で今度は双子のヒロインのドロドロ愛憎劇を演じているが、第1部で尾崎亜衣が演じた主人公・真帆のキャラクターや、表情、性格、話し方などの演技の差がありすぎることは、視聴者から公式サイトに意見が寄せられており、本人も「台詞は今後の課題です、がんばります」と自身のブログに記載している（ちなみに双子役であるが、真由子とは5歳の年齢差がある。）。
食への興味から食べ歩きや料理教室に通っていたが、フランス料理学校のル・コルドン・ブルーに正式入学。ル・コルドン・ブルー・デュプロム免許を取得。後に、ベジフルマイスター協会公式「ベジフルビューティアドバイザー」の第1期生となり、資格取得（野菜と果物の栄養効果を活かし美しさを引き出すアドバイスをする資格）。2007年より美食デザイナー「MAKI」として料理研究にも取り組んでいる。紹介するレシピは野菜料理がメインである。
2009年11月、サニーサイドアップと専属マネージメント契約を結んだ。

## 出演

### テレビ番組
- キャッチアップ（1991年、TBS）
- DAISUKI!（1992年、日本テレビ）
- 健康一番! 野菜のおかず・魚のおかず（2000年 - 2002年、食チャンネル）アシスタント、講師は平野美由紀。
- nakata.net TV（2001年 - ?、スカイパーフェクTV!）
- 草彅剛の女子アナ2009〜女性芸能人とプライドを賭けて戦いますSP （2009年1月12日、フジテレビ）

### テレビドラマ
- 世にも奇妙な物語 真夏の特別編『隣の声』（1993年、フジテレビ）
- 世にも奇妙な物語 冬の特別編 (1995年)『ブルギさん』（1995年、フジテレビ）
- 味いちもんめ（1995年、テレビ朝日） - 仲居 役
- 翼をください!（1996年、フジテレビ）
- 星獣戦隊ギンガマン（1998年、テレビ朝日） - 鈴子先生 役
- 火曜サスペンス劇場（日本テレビ系）
  - 救急指定病院8（1998年） - 住田 役
  - 「窓辺の女」（2001年1月、東映） - 村木理江 役
- 月曜ミステリー劇場 陰の季節6『刑事』（2003年9月15日、TBS） - 猪熊久美子 役
- 桜咲くまで（2004年、TBS） - 田上千鶴 役
- 花衣夢衣（2008年、東海テレビ） - 33歳以降の沢木真帆 役
- サギ師 リリ子 第2週（2009年1月5日 - 、テレビ東京） - 里村こず枝 役

### テレビアニメ
- フォルツァ!ひでまる （2002年） - 女子アナ

### 映画
- パッパカパー4（1994年、ビデオムービー）

### ラジオ
- MBSヤングタウン金曜日（1993年）

### CM
- カネボウ サラ（1991年 - 1994年?）
- J-Phone（2003年）
- ライオン バファリン（2003年） - 授業参観
- 三井不動産（2005年）
- サンウェーブ工業  サンヴァリエ<ピット>「パタパタ・カンガルー篇」（2005年 - 2008年）
- コスモ石油「滑舌篇」（2006年） - 田中要次と共演
- 世田谷自然食品 十六種類の野菜（2018年）

## 写真集
- Seem（1995年、ワニブックス、撮影:小沢忠恭、ISBN 9784847023118）
- Dear（1998年、講談社、撮影:野村誠一、ISBN 9784063050288） - 妹の吉田真由子との姉妹による写真集